# Салча-Ноуе
Салча-Ноуе (рум. Salcia Nouă) — село у повіті Вранча в Румунії. Входить до складу комуни Чорешть.
Село розташоване на відстані 149 км на північний схід від Бухареста, 29 км на південний схід від Фокшан, 53 км на захід від Галаца, 136 км на схід від Брашова.

## Населення
За даними перепису населення 2002 року у селі проживали 563 особи, усі — румуни. Усі жителі села рідною мовою назвали румунську.